# جان مولر-ویلند
جان مولر-ویلند (انگلیسی: Janne Müller-Wieland؛ زادهٔ ۲۸ اکتبر ۱۹۸۶) بازیکن هاکی روی چمن اهل آلمان است.